# Althaus (Pommelsbrunn)

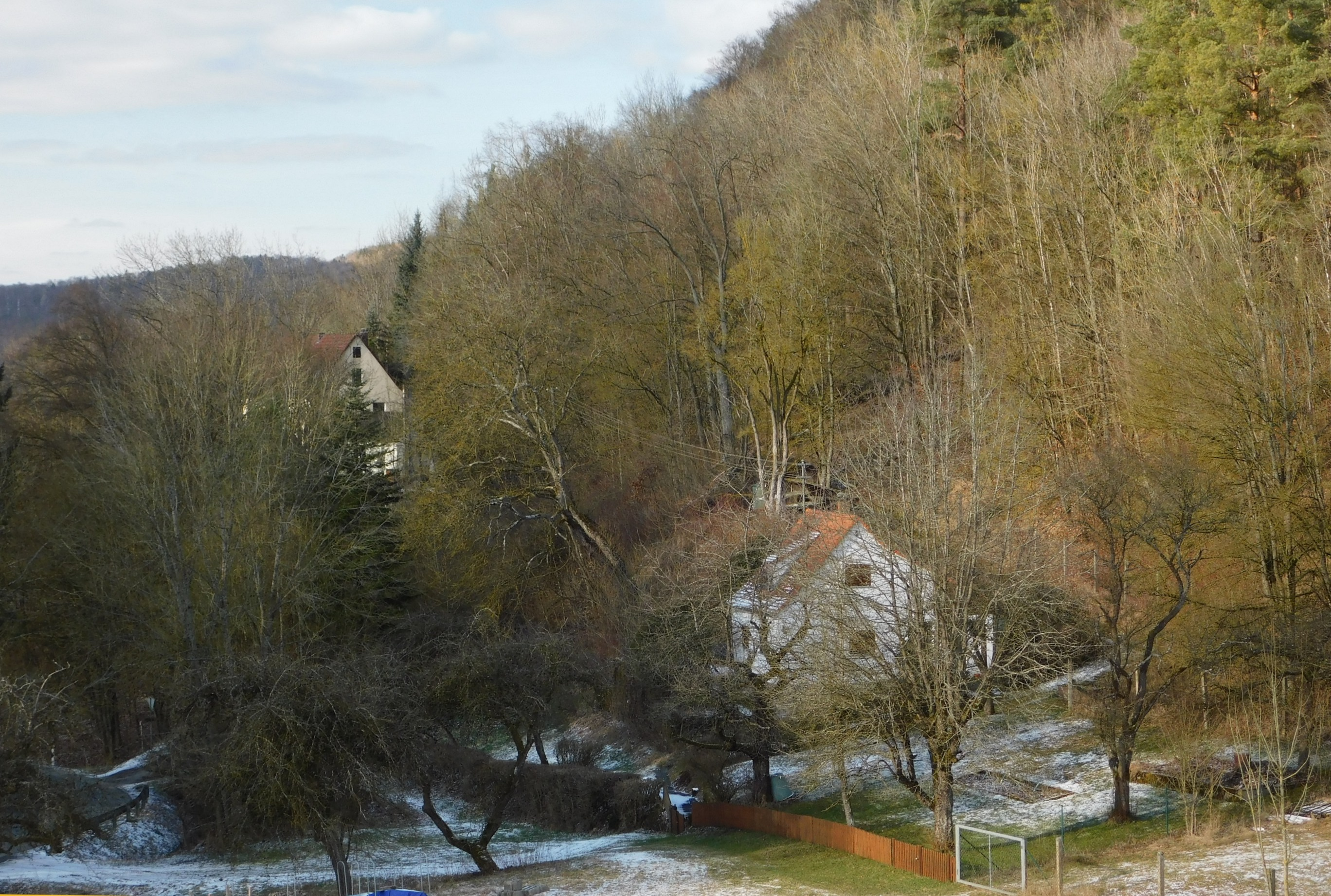
Blick auf Althaus

Althaus ist ein zu Pommelsbrunn gehörender kleiner Ort, der auf einer Hochfläche der Mittleren Frankenalb liegt.

## Lage
Der Weiler ist ein Gemeindeteil der Gemeinde Pommelsbrunn im Landkreis Nürnberger Land (Mittelfranken, Bayern) und liegt in der Gemarkung Pommelsbrunn. Althaus besteht aus fünf Anwesen und liegt in der Talsenke des Arzloher Talbachs, eines linken Zuflusses des Högenbachs. Eine Gemeindeverbindungsstraße führt nach Pommelsbrunn zur Bundesstraße 14 (1,5 km nördlich) bzw. nach Arzlohe (0,3 km südlich).

## Geschichte
Der Weiler ist erst nach dem Jahr 1818 entstanden, als die meisten Gebäude des Ortes errichtet wurden. Diese wurden als Heimstätten für Taglöhner gebaut, welche sich damals bei den Bauern von Arzlohe oder in Hartmannshof beim dortigen Zementwerk als Arbeitskräfte verdingten. Der Grund für die eher einsame Lage des Weilers an einem Hang der Mühlkoppe unterhalb des Dorfes Arzlohe ist wohl darin zu sehen, dass die Baulandpreise im 19. Jahrhundert dort günstiger waren als im Dorf Arzlohe. Ob sich der Name Althaus vom gleichnamigen Burgstall Altes Haus auf der Mühlkoppe übertragen hat, ist nicht bekannt.